# پروستاگلاندین E3
پروستاگلاندین E3 (انگلیسی: Prostaglandin E3) (PGE3) یک پروستاگلاندین طبیعی است که از طریق متابولیسم سیکلواکسیژناز (COX) ایکوزاپنتانوئیک اسید تشکیل می‌شود.